# Marta Abramowicz
Marta Magdalena Abramowicz (ur. 21 listopada 1978 w Warszawie) – polska reporterka, badaczka społeczna, działaczka na rzecz praw człowieka.
Psycholożka, ekspertka od zagadnień związanych z przeciwdziałaniem dyskryminacji, autorka dwóch największych przeprowadzonych dotychczas w Polsce badań nad sytuacją społeczną osób LGBT.

## Życiorys
Jest absolwentką psychologii Uniwersytetu Warszawskiego oraz MISHu – Międzywydziałowych Indywidualnych Studiów Humanistycznych na Uniwersytecie Warszawskim.
Przez wiele lat pracowała jako dziennikarka. Przez blisko 10 lat, od 2001 kierowała (jako wiceprezeska, a później jako prezeska) ogólnopolską organizacją pozarządową Kampania Przeciw Homofobii, gdzie zarządzała kilkudziesięcioma projektami antydyskryminacyjnymi – była koordynatorką kampanii społecznej: „Niech nas zobaczą”, redaktor naczelną Portalu MultiKulti, a także wielu innych projektów edukacyjnych realizowanych przez Kampanię Przeciw Homofobii. Pod jej nadzorem powstał raport dotyczący sytuacji osób biseksualnych i homoseksualnych w Polsce.
Jako ekspertka występowała na wielu konferencjach, m.in. na zaproszenie Pełnomocniczki ds. Równego Traktowania, Rzecznika Praw Obywatelskich, ODIHRu czy Rady Europy. Jest również autorką programów szkoleniowych, badań i ekspertyz z zakresu edukacji antydyskryminacyjnej, zarządzania wiekiem i równości płci (m.in. dla Towarzystwa Edukacji Antydyskryminacyjnej, Caritas Polska, Wyższej Szkoły Bankowej w Toruniu).
Obecnie współpracuje z Instytutem Psychologii Polskiej Akademii Nauk w projekcie „Rodziny z wyboru” i Pracownią Realizacji Badań Socjologicznych Uniwersytetu Gdańskiego, gdzie współprowadzi badania dotyczące wykluczenia społecznego.
W wyborach do Parlamentu Europejskiego w 2014 bez powodzenia kandydowała z listy Europy Plus.
W 2016 opublikowała pierwszy reportaż o życiu polskich zakonnic Zakonnice odchodzą po cichu. W 2024 za reportaż Irlandia wstaje z kolan została nominowana do Nagrody Literackiej Nike.
Marta Abramowicz należy do Stowarzyszenia Unia Literacka.

## Publikacje
- 2005: Jestem gejem. Jestem lesbijką. Komu mogę o tym powiedzieć (z Agnieszką Bratkiewicz), materiały szkoleniowe dla psychologów, pedagogów, nauczycieli, pracowników służby zdrowia i sektora pomocy społecznej, Kampania Przeciw Homofobii, Warszawa 2005
- 2006: Organizacja pozarządowa od A do Zet. Pierwsze kroki w III sektorze – przewodnik dla wszystkich, którzy chcą zakładać organizację pozarządową (red.), Kampania Przeciw Homofobii, Warszawa 2006, ISBN 978-83-924950-3-1
- 2007: Sytuacja społeczna osób biseksualnych i homoseksualnych w Polsce. Raport za lata 2005 i 2006 (red.), Kampania Przeciw Homofobii i Stowarzyszenie Lambda Warszawa, Warszawa 2007, ISBN 978-83-924950-1-7
- 2010: Queer Studies. Podręcznik kursu (red.) (wraz z Jackiem Kochanowskim i Robertem Biedroniem), Kampania Przeciw Homofobii, Warszawa 2010, ISBN 978-83-930480-0-7
- 2011: Swoi-obcy. Edukacja międzykulturowa w Polsce: materiały (współautorka), Fundacja im. Anny Lindh, Kraków 2011, ISBN 978-83-89273-89-5
- 2011: Wielka nieobecna. O edukacji antydyskryminacyjnej w systemie edukacji formalnej w Polsce. Raport z badań (red.), Towarzystwo Edukacji Antydyskryminacyjnej, Warszawa 2011, ISBN 978-83-933298-0-9
- 2011: Ustalenie przyczyn nieosiągania wartości wskaźnika Działania 6.1. PO KL „Liczba osób, które zostały objęte Indywidualnym Planem Działania” (wraz z zespołem Pracowni Realizacji Badań Socjologicznych UG), Wojewódzki Urząd Pracy w Gdańsku, Gdańsk 2011, ISBN 978-83-931501-1-3
- 2012: Zarządzanie zróżnicowanym wiekowo zespołem (wraz z Anną Strzałkowską), Fundacja Pro Caritate, Warszawa 2012, ISBN 978-83-62548-68-2
- 2012: Sytuacja społeczna osób LGB. Analiza danych z badania ankietowego w: „ytuacja społeczna osób LGBT. Raport za lata 2010 i 2011”, Kampania Przeciw Homofobii, Warszawa 2012, ISBN 978-83-933619-0-8
- 2012: Ocena jakości wsparcia adresowanego do osób niepełnosprawnych oraz w wieku 50–64 lata w projektach realizowanych w ramach Działania 6.1 PO KL (wraz z zespołem Pracowni Realizacji Badań Socjologicznych UG), Wojewódzki Urząd Pracy w Gdańsku, Gdańsk 2012, ISBN 978-83-934805-2-4
- 2014: Upragniona i nieznośna dorosłość. Sytuacja psychospołeczna usamodzielnionych wychowanków placówek opiekuńczo-wychowawczych (wraz z Anną Strzałkowską), Gdańska Fundacja Innowacji Społecznej, Gdańsk 2014, ISBN 978-83-934154-2-7
- 2014: Rodziny z wyboru w Polsce. Życie rodzinne osób nieheteroseksualnych (wraz z Joanna Mizielińską i Agatą Stasińską), Instytut Psychologii Polskiej Akademii Nauk, Warszawa 2014, ISBN 978-83-939589-1-7
- 2016: Zakonnice odchodzą po cichu, Krytyka Polityczna, Warszawa 2016, ISBN 978-83-64682-91-9[8]
- 2018: Dzieci księży. Nasza wspólna tajemnica, Krytyka Polityczna, Warszawa 2018, ISBN 978-83-65853-79-0[9]
- 2023: Irlandia wstaje z kolan, Krytyka Polityczna, Warszawa 2023, ISBN 978-83-67805-09-4